# Kościół św. Anny w Pwales (Saint Paul’s Bay)
Kościół Świętej Anny (malt. Il-knisja ta' Sant' Anna, ang. Saint Anna Church) – niewielki rzymskokatolicki kościół, stojący na wiejskim terenie il-Pwales, w granicach miejscowości Saint Paul’s Bay (malt. San Pawl il-Baħar) na Malcie.

## Położenie
Budynek kościoła znajduje się na terenie wiejskim, w otoczeniu skał i drzew karobowych, przy drodze wiodącej z Xemxiji w głąb doliny il-Pwales.

## Historia
Kościół jest bardzo stary, jego początki sięgają prawdopodobnie XIII wieku. Jego domniemanym fundatorem jest Gian Lorenzo Galea. Pierwotnym wezwaniem świątyni było Narodzenie Najświętszej Maryi Panny. Jak pokazują stare mapy, znany był również jako Tal-Vitorja.
Podczas wizyty papieskiego wizytatora Pietro Dusiny w 1575 zanotowano, że kaplica pw. Narodzenia Matki Bożej stała na terenie, którego właścicielem był Tumas Xara. Kościół pozostawał zamknięty przez długi czas, aż w 1672 został odbudowany przez diakona Giovanni Vincenzo Galeę, i  1 lipca tego samego roku poświęcony przez biskupa Lorenzo D’Astirię. W 1731 zdekonsekrowany przez arcybiskupa Paula Alphéran de Bussan z powodu złego stanu. Powtórnie konsekrowany w lutym 1771 przez biskupa Giovanniego Pellerano.
Kilkadziesiąt lat po otwarciu, kościół został zdewastowany przez okupacyjne wojska francuskie. Żołnierze zniszczyli bagnetami obraz tytularny, ostrzelali fasadę kościoła, a także poczynili inne szkody. Po usunięciu Francuzów, w miejsce zniszczonego obrazu umieszczono inny, przedstawiający św. Annę i św. Joachima, zmieniając jednocześnie wezwanie kościoła. 
W latach trzydziestych XX wieku kościół został odnowiony, dobudowano wtedy też przypory, aby wzmocnić budynek.
W latach sześćdziesiątych pod nadzorem architekta Edwina Englanda (ojca architekta Richarda Englanda) wymieniono zniszczone oryginalne sklepienie kolebkowe na płaskie. Nie wiadomo, dlaczego nie postarano się odtworzyć sklepienia w oryginalnym kształcie. 
W latach osiemdziesiątych zeszłego stulecia opiekę nad kościółkiem przejął o. Ugolino Xerri z zakonu franciszkanów konwentualnych, który to zakon zarządzał świątynią od zakończenia II wojny światowej. Po raz pierwszy zaprowadził zwyczaj obchodzenia święta św. Anny w kościele i zwiększył ilość odprawianych mszy świętych. Ustawił figury Matki Bożej oraz św. Franciszka koło kościoła, wprowadził procesje w Boże Narodzenie oraz Wielkanoc. Kiedy o. Xerri przeniesiony został w inne miejsce, kościółek znów podupadł, aż do przejęcia go przez ALPS (Association of Lyceum Past Students) w kwietniu 2001.
Wkrótce po przejęciu, stowarzyszenie rozpoczęło renowację budynku. Dach został naprawiony i zabezpieczony przed wodą, położono nowe płyty wapienne. Zreperowano też kamienne mury w otoczeniu kaplicy. We wnętrzu odnowiono figury świętych Anny i Joachima.  
11 lipca 2016 poświęcony został nowy dzwon do dzwonnicy kościoła, a także nowy kamienny krzyż, który został na szczycie tejże dzwonnicy ustawiony. Zastąpił on poprzedni, uszkodzony przez piorun.

## Architektura

### Opis zewnętrzny
Budynek kościoła jest bardzo prosty. Ma prawie kwadratowy przekrój, jego dach jest płaski. Fasada jest surowa, poza krótkim gzymsem ponad wejściem, owalnym okienkiem ponad, oraz niewielką dzwonnicą na szczycie. Po prawej stronie wejścia widać kamienną płytę z inskrypcją: NON GODE L'IMMUNITA ECCLESIASCA. Przed kościołem jest niewielki plac, z którego roztacza się wspaniały widok na teren Pwales.

### Wnętrze
Oryginalnie w kościele było sklepienie kolebkowe, wspierające się na biegnącym wokół wnętrza gzymsie, tak jak to wciąż jest w zakrystii, przylegającej do kościoła.

W jedynym ołtarzu kościoła, w miejscu obrazu tytularnego znajduje się współczesny krucyfiks. Przed oryginalnym ołtarzem, który jest stopień wyżej od reszty świątyni, stoi drewniany ołtarz posoborowy. Obraz tytularny niewielkich rozmiarów, przedstawiający św. Annę i św. Joachima uczących małą Maryję, wisi na bocznej ścianie nawy. Malowidło pochodzi z 1860, jego autorem jest br. Giuseppe di Stefano.
Są tam również ceramiczne figury św. Anny z małą Maryją oraz św. Joachima, wykonane w Marsylii na początku XX wieku, jak też współczesne stacje "Drogi krzyżowej".

## Święto tytularne
Chociaż święto tytularne kościoła przypada 26 lipca, obchodzone jest ono w połowie miesiąca, aby nie zbiegało się z fiestą kościoła parafialnego w Saint Paul’s Bay. Odprawiana jest wtedy msza święta z udziałem chóru, po której odbywa się nieduża fiesta dla lokalnych mieszkańców i członków ALPS. 

## Kościół współcześnie
Dziś kościół jest w bardzo dobrym stanie. Oprócz święta tytularnego obchodzona jest również w maju każdego roku uroczystość ku czci św. George'a Precy, który również był uczniem Lyceum. Także w listopadzie odprawiana jest msza za dusze zmarłych członków ALPS oraz uczniów Lyceum, a także członków rodzin okolicznych mieszkańców. Odprawiane są comiesięczne msze św. dla członków ALPS i ich rodzin.